# 園田慶幸
園田 慶幸 (そのだ よしゆき ) は、満州県知事、山東省天津市特別顧問/最高顧問をした政治家である。東京帝国大学法学部の恩賜の銀時計組。大同学院一期生。

## 著書
- 中共の実態 : 解放後在住十七年解放後獄中十五年(著者 山下良平, 園田慶幸共著

出版社 中共の実態刊行会 刊行年 1966 )